# Threshold Records
La Threshold Records è stata un'etichetta discografica inglese attiva dal 1969 al 1999.

## Storia
È stata fondata dai The Moody Blues dopo il loro album del 1969 On the Threshold of a Dream, sull'esempio di quello che avevano fatto i Beatles con la Apple Records, per avere una maggiore autonomia nelle scelte artistiche legate alla propria produzione musicale e al confezionamento dei propri prodotti, avendo così la possibilità di pubblicare LP con confezioni apribili o produrre delle pubblicazioni come solisti.
Le pubblicazioni venivano comunque disctribuite dalla Decca Records, sotto la quale fino a quel momento venivano diffusi i dischi del gruppo ma dalla quale si sono voluti affrancare..
L'etichetta tuttavia non si limitò alla produzione dei The Moody Blues, ma promosse anche altri artisti come i Providence o i Trapeze, prodotti dal bassista John Lodge. Dopo il 1976, i Moody Blues pubblicarono nuovamente i loro dischi con Decca Records (e successivamente con la PolyGram la Universal Records), ma l'etichetta rimase attiva affiancandole fino al 1999. L'ultimo album prodotto fu Strange Times.

## I dischi pubblicati
- THS-1 The Moody Blues: To Our Children's Children's Children (1969)
- THS-2 Trapeze: Trapeze (1970)
- THS-3 The Moody Blues: A Question of Balance (1970)
- THS-4 Trapeze: Medusa (1970)
- THS-5 The Moody Blues: Every Good Boy Deserves Favour (1971)
- THS-6 Asgard: In the Realm of Asgard (1972)
- THS-7 The Moody Blues: Seventh Sojourn (1972)
- THS-8 Trapeze: You Are the Music... We're Just the Band (1972)
- THS-9 Providence: Ever Sense the Dawn (1972)
- THS-10 Nicky James: Every Home Should Have One (1972)
- THS-11 Trapeze: The Final Swing (1974)
- THS-12/13 The Moody Blues: This Is The Moody Blues (1974)
- THS-14 Justin Hayward & John Lodge: Blue Jays (1975)
- THS-15 The Graeme Edge Band featuring Adrian Gurvitz: Kick Off Your Muddy Boots (1975)
- THS-16 Ray Thomas: From Mighty Oaks (1975)
- THS-17 Ray Thomas: Hopes, Wishes and Dreams (1976)
- THS-18 Mike Pinder: The Promise (1976)
- THS-19 Nicky James: Thunderthroat (1976)
- TRL-1-2901 The Moody Blues: Long Distance Voyager (1981)
- TRL-1-2902 The Moody Blues: The Present (1983)
- 820155 The Moody Blues: Voices in the Sky: The Best of The Moody Blues (1984)